# Elecciones de consejeros regionales de Chile de 2013
Las elecciones de consejeros regionales de Chile para el período 2014-2018 se realizaron el 17 de noviembre de 2013, en conjunto con la elección presidencial y las elecciones de diputados y senadores. En dicha ocasión fueron elegidos, en votación directa, los 278 miembros de los quince consejos regionales existentes en el país.
Esta elección fue la primera en su tipo en la historia de Chile, ya que anteriormente los consejeros regionales eran elegidos de manera indirecta, a través de los concejales de las comunas de cada región. Las cédulas electorales fueron de color verde.
La Nueva Mayoría triunfó en la elección, ya que sus 2 listas obtuvieron el 46% de los votos, superando holgadamente a la Alianza que consiguió el 32%.

## Regulación

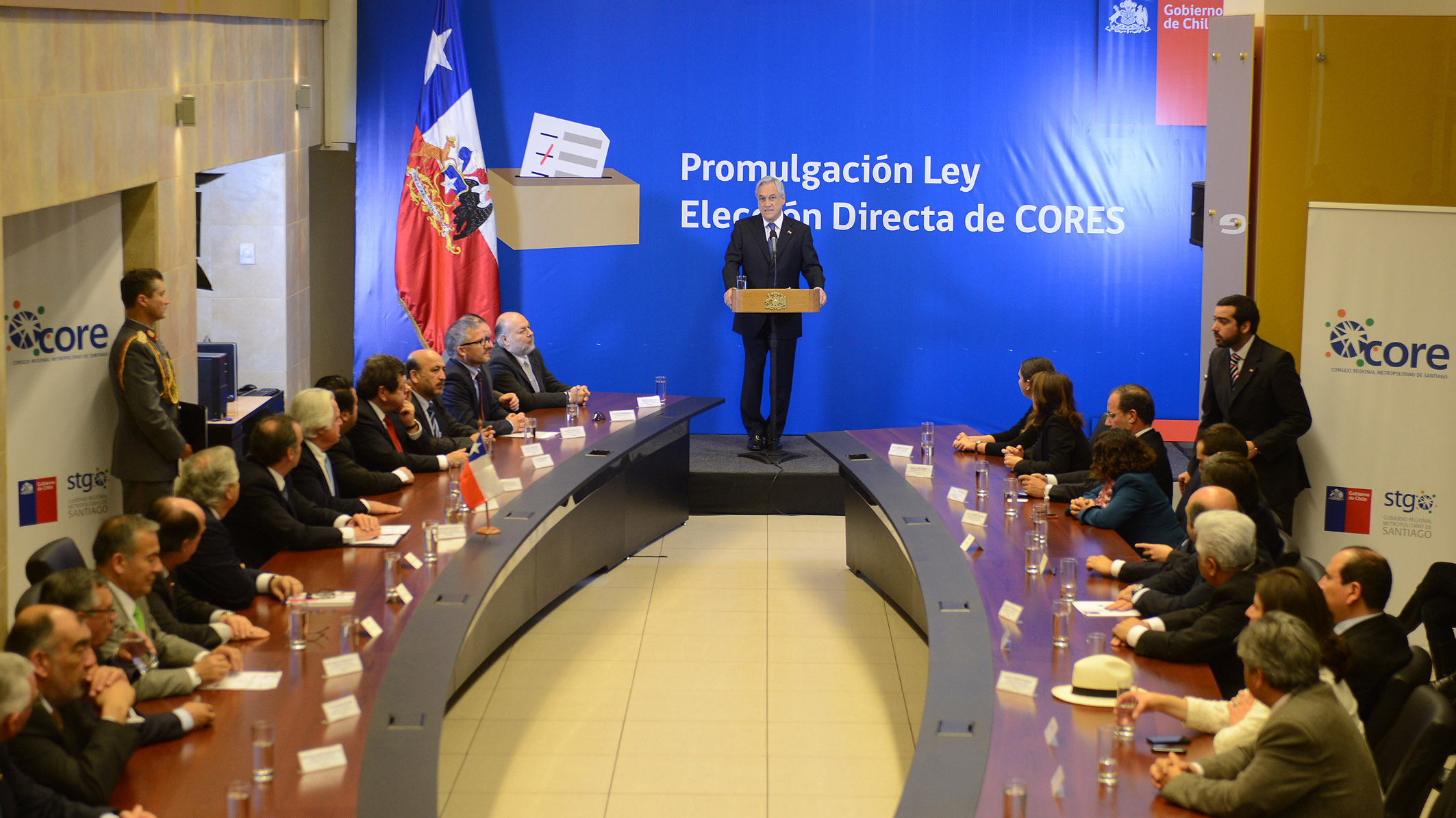
Promulgación de la ley que establece las elecciones de los consejeros regionales.

El proyecto de ley que establece estas elecciones indica que se deben efectuar conjuntamente con las municipales, y se pretendía que hubiese sido publicada a tiempo para las elecciones municipales de 2012, lo que no ocurrió - dicho proyecto aún está en trámite en el Congreso. Por ello, el ejecutivo y el legislativo aprobaron una reforma constitucional que indica que la primera elección de consejeros regionales (esta) se efectúe conjuntamente con la presidencial y las parlamentarias de 2013, y prorroga en un año el período de gestión de los consejeros regionales elegidos en 2009, para hacer coincidir los períodos de cese y de asunción de los antiguos y nuevos consejeros regionales, respectivamente. Una modificación posterior al proyecto de ley estableció de manera permanente que las elecciones regionales se harían conjuntamente con las parlamentarias, desechando definitivamente el que se realicen al mismo tiempo que las municipales.
El 21 de enero de 2013 fue aprobado en la Cámara de Diputados el proyecto de ley, por lo que se espera su aprobación en el Senado para su implementación antes de noviembre de 2013. Entre las modificaciones contempladas, está la determinación de la cantidad de consejeros a elegir por región: catorce en las regiones de hasta 400 000 habitantes; dieciséis en las que tengan entre 400 000 y 800 000; veinte en las que posean entre 800 000 y 1 500 000 habitantes; veintiocho en las que tengan entre 1 500 000 y 4 000 000; y treinta y cuatro en las regiones que posean más de cuatro millones de habitantes.
El 14 de mayo de 2013, el proyecto fue aprobado por el Senado, y pasó a su tercer trámite constitucional en la Cámara de Diputados, la cual lo aprobó por unanimidad el día 15 del mismo mes. El proyecto de ley fue aprobado por el Tribunal Constitucional el 30 de mayo posterior. La ley fue promulgada el 7 de junio de 2013, siendo finalmente publicada como la ley 20.678 (modificatoria de la LOC de Gobierno y Administración Regional) el 19 de junio de 2013.

## División electoral
Los consejeros regionales se elegirán mediante circunscripciones provinciales. Cada provincia constituirá al menos una circunscripción. 5 provincias se subdividirán en más circunscripciones, existiendo en total 64 circunscripciones provinciales:
- La provincia de Valparaíso (Región de Valparaíso) se dividirá en dos circunscripciones provinciales: la primera constituida por las comunas de Puchuncaví, Quintero, Concón y Viña del Mar; y la segunda constituida por las comunas de Juan Fernández, Valparaíso y Casablanca.
- La provincia de Cachapoal (Región del Libertador General Bernardo O'Higgins) se dividirá en dos circunscripciones provinciales: la primera constituida por la comuna de Rancagua y la segunda constituida por las comunas de Mostazal, Graneros, Codegua, Machalí, Olivar, Doñihue, Coltauco, Las Cabras, Peumo, Coínco, Malloa, Quinta de Tilcoco, Rengo, Requínoa, Pichidegua y San Vicente.
- La provincia de Concepción (Región del Biobío) se dividirá en tres circunscripciones provinciales: la primera constituida por las comunas de Tomé, Penco, Hualpén y Talcahuano; la segunda constituida por las comunas de Chiguayante, Concepción y Florida; y la tercera constituida por las comunas de San Pedro de la Paz, Coronel, Lota, Hualqui y Santa Juana.
- La provincia de Cautín (Región de la Araucanía) se dividirá en dos circunscripciones provinciales: la primera constituida por las comunas de Temuco y Padre Las Casas; y la segunda constituida por las comunas de Galvarino, Lautaro, Perquenco, Vilcún, Melipeuco, Carahue, Cholchol, Freire, Nueva Imperial, Pitrufquén, Saavedra, Teodoro Schmidt, Cunco, Curarrehue, Gorbea, Loncoche, Pucón, Toltén y Villarrica.
- La provincia de Santiago (Región Metropolitana de Santiago) se dividirá en seis circunscripciones provinciales: la primera constituida por las comunas de Pudahuel, Quilicura, Conchalí, Huechuraba y Renca; la segunda constituida por las comunas de Independencia, Recoleta, Santiago, Quinta Normal, Cerro Navia y Lo Prado; la tercera constituida por las comunas de Maipú, Cerrillos y Estación Central; la cuarta constituida por las comunas de Ñuñoa, Providencia, Las Condes, Vitacura, Lo Barnechea y La Reina; la quinta constituida por las comunas de Peñalolén, La Granja, Macul, San Joaquín y La Florida; y la sexta constituida por las comunas de El Bosque, La Cisterna, San Ramón, Lo Espejo, Pedro Aguirre Cerda, San Miguel y La Pintana.[12]

El número de consejeros a elegir por cada circunscripción provincial está distribuido de la siguiente forma:
| Región             | Circunscripción provincial | Población, censo de 2002 | Número de consejeros |
| ------------------ | -------------------------- | ------------------------ | -------------------- |
| Arica y Parinacota | Arica                      | 186.488                  | 11                   |
| Arica y Parinacota | Parinacota                 | 3.156                    | 3                    |
| Tarapacá           | Iquique                    | 216.419                  | 11                   |
| Tarapacá           | Tamarugal                  | 22.531                   | 3                    |
| Antofagasta        | Antofagasta                | 318.779                  | 8                    |
| Antofagasta        | El Loa                     | 143.689                  | 5                    |
| Antofagasta        | Tocopilla                  | 31.516                   | 3                    |
| Atacama            | Copiapó                    | 155.713                  | 7                    |
| Atacama            | Chañaral                   | 32.132                   | 3                    |
| Atacama            | Huasco                     | 66.491                   | 4                    |
| Coquimbo           | Elqui                      | 365.371                  | 7                    |
| Coquimbo           | Limarí                     | 156.158                  | 5                    |
| Coquimbo           | Choapa                     | 81.681                   | 4                    |
| Valparaíso         | Valparaíso I (Norte)       | 353.332                  | 5                    |
| Valparaíso         | Valparaíso II (Sur)        | 298.489                  | 4                    |
| Valparaíso         | Isla de Pascua             | 3.791                    | 2                    |
| Valparaíso         | Los Andes                  | 91.683                   | 2                    |
| Valparaíso         | Marga Marga                | 277.525                  | 4                    |
| Valparaíso         | Petorca                    | 70.610                   | 2                    |
| Valparaíso         | Quillota                   | 175.917                  | 3                    |
| Valparaíso         | San Antonio                | 136.594                  | 3                    |
| Valparaíso         | San Felipe                 | 131.911                  | 3                    |
| O'Higgins          | Cachapoal I (Rancagua)     | 214.344                  | 4                    |
| O'Higgins          | Cachapoal II               | 328.557                  | 6                    |
| O'Higgins          | Cardenal Caro              | 41.160                   | 2                    |
| O'Higgins          | Colchagua                  | 196.566                  | 4                    |
| Maule              | Talca                      | 352.966                  | 7                    |
| Maule              | Cauquenes                  | 57.088                   | 2                    |
| Maule              | Curicó                     | 244.053                  | 5                    |
| Maule              | Linares                    | 253.990                  | 6                    |
| Biobío             | Concepción I (Norte)       | 348.804                  | 5                    |
| Biobío             | Concepción II (Centro)     | 307.540                  | 5                    |
| Biobío             | Concepción III (Sur)       | 256.545                  | 4                    |
| Biobío             | Arauco                     | 157.255                  | 3                    |
| Biobío             | Biobío                     | 353.315                  | 5                    |
| Biobío             | Ñuble                      | 438.103                  | 6                    |
| Araucanía          | Malleco                    | 201.615                  | 5                    |
| Araucanía          | Cautín I (Centro)          | 304.142                  | 7                    |
| Araucanía          | Cautín II                  | 363.778                  | 8                    |
| Los Ríos           | Ranco                      | 97.153                   | 5                    |
| Los Ríos           | Valdivia                   | 259.243                  | 9                    |
| Los Lagos          | Llanquihue                 | 321.493                  | 6                    |
| Los Lagos          | Chiloé                     | 154.766                  | 4                    |
| Los Lagos          | Osorno                     | 221.509                  | 4                    |
| Los Lagos          | Palena                     | 18.971                   | 2                    |
| Aysén              | Coyhaique                  | 51.103                   | 6                    |
| Aysén              | Aysén                      | 29.631                   | 4                    |
| Aysén              | Capitán Prat               | 3.837                    | 2                    |
| Aysén              | General Carrera            | 6.921                    | 2                    |
| Magallanes         | Magallanes                 | 121.675                  | 8                    |
| Magallanes         | Antártica Chilena          | 2.392                    | 2                    |
| Magallanes         | Tierra del Fuego           | 6.904                    | 2                    |
| Magallanes         | Última Esperanza           | 19.855                   | 2                    |
| Metropolitana      | Santiago I (Norponiente)   | 663.015                  | 3                    |
| Metropolitana      | Santiago II (Centro)       | 771.131                  | 4                    |
| Metropolitana      | Santiago III (Poniente)    | 670.690                  | 3                    |
| Metropolitana      | Santiago IV (Nororiente)   | 787.288                  | 4                    |
| Metropolitana      | Santiago V (Suroriente)    | 924.414                  | 4                    |
| Metropolitana      | Santiago VI (Sur)          | 851.935                  | 4                    |
| Metropolitana      | Cordillera                 | 522.856                  | 3                    |
| Metropolitana      | Chacabuco                  | 132.798                  | 2                    |
| Metropolitana      | Maipo                      | 378.444                  | 3                    |
| Metropolitana      | Melipilla                  | 141.165                  | 2                    |
| Metropolitana      | Talagante                  | 217.449                  | 2                    |
| Total              | 64 circunscripciones       | 15.116.435 habitantes    | 278                  |

## Listas y partidos

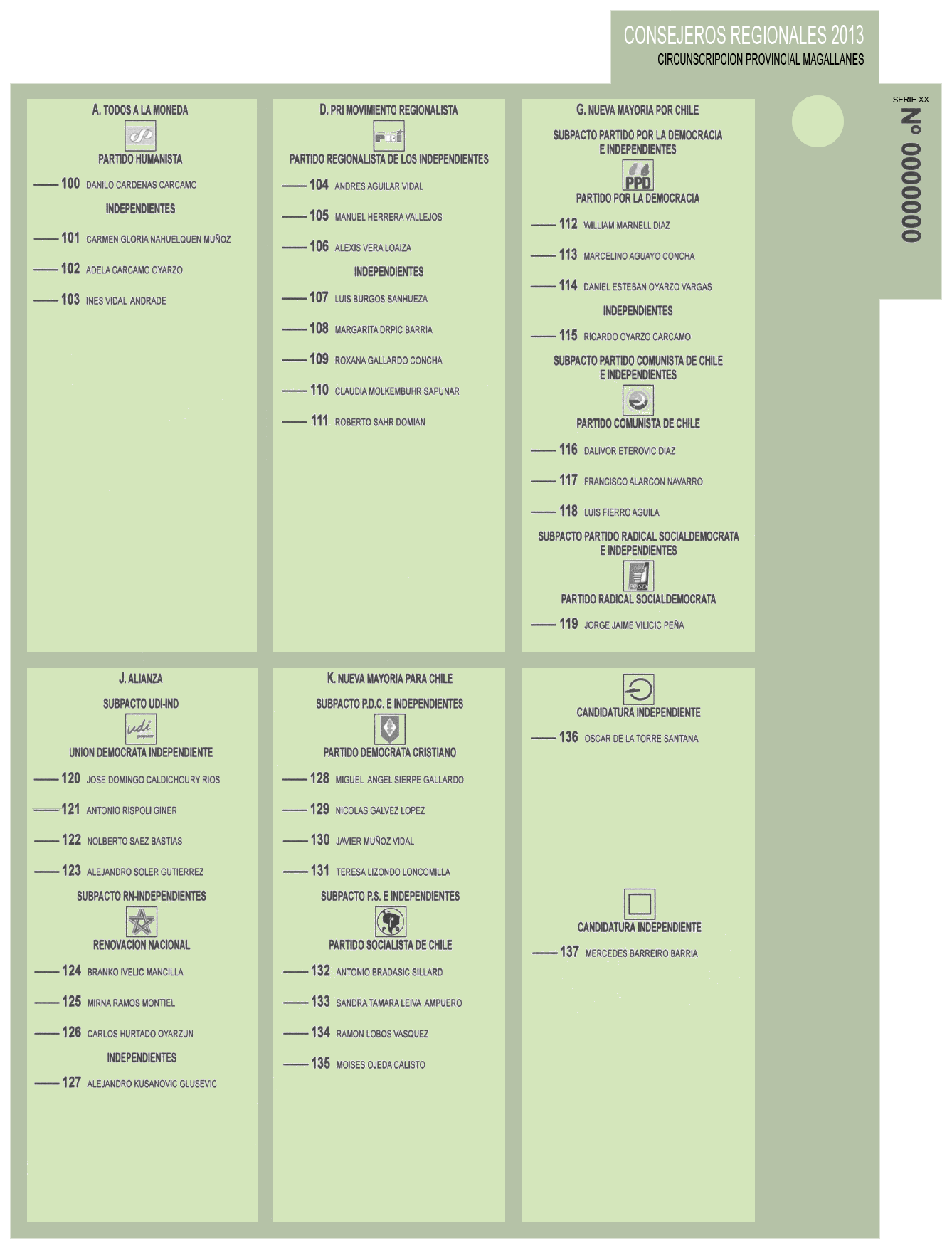
Cédula de votación empleada en la circunscripción provincial Magallanes.

Al igual que en las elecciones municipales de 2012, cuando compitieron bajo el nombre «Concertación Democrática» y «Por un Chile justo», la Nueva Mayoría presentó dos listas separadas para las elecciones de consejeros regionales, denominadas Nueva Mayoría para Chile y Nueva Mayoría por Chile; una de ellas compuesta por los partidos Demócrata Cristiano y Socialista, mientras que la otra estuvo conformada por los demás partidos del pacto (Radical Socialdemócrata, Comunista, Por la Democracia. Izquierda Ciudadana y Movimiento Amplio Social).
La Alianza anunció que presentaría una lista única para estas elecciones, desmintiendo rumores de que cada partido (Renovación Nacional y Unión Demócrata Independiente) competiría en una lista por separado.
El Partido Regionalista de los Independientes anunció que se enfocaría en la campaña para consejeros regionales, presentando la mayor cantidad de candidatos posibles en cada una de las circunscripciones provinciales.
Los partidos Liberal y Progresista presentaron, al igual que para las elecciones parlamentarias, una lista conjunta de candidatos, bajo el nombre Si tú quieres, Chile cambia.
Los partidos Igualdad y Ecologista Verde conformaron un pacto único para consejeros regionales, denominado "Nueva Constitución para Chile", a pesar de que ambas colectividades tenían candidato presidencial propio.
| Pacto | Partidos | Candidatos |
| Todos a La Moneda                                                                                                | Partido Humanista de Chile Independientes (ILA) | 118        |
| Por el Desarrollo del Norte                                                                                      | Fuerza del Norte Independientes (ILB) | 15         |
| PRI Movimiento Regionalista                                                                                      | Partido Regionalista de los Independientes Independientes (ILD)                                                                                        | 207        |
| Nueva Mayoría por Chile                                                                                          | Partido Comunista de Chile Izquierda Ciudadana Movimiento Amplio Social Partido por la Democracia Partido Radical Socialdemócrata Independientes (ILG) | 263        |
| Nueva Constitución para Chile                                                                                    | Partido Ecologista Verde de Chile Partido Ecologista Verde del Norte Partido Igualdad Independientes (ILH)                                             | 77         |
| Si tú quieres, Chile cambia                                                                                      | Partido Liberal de Chile Partido Progresista Independientes (ILI)                                                                                      | 142        |
| Alianza | Renovación Nacional Unión Demócrata Independiente Independientes (ILJ)                                                                                 | 276        |
| Nueva Mayoría para Chile                                                                                         | Partido Demócrata Cristiano de Chile Partido Socialista de Chile Independientes (ILK)                                                                  | 273        |
| Independientes fuera de pacto                                                                                    | Candidaturas independientes | 11         |
| Total de candidatos                                                                                              | Total de candidatos | 1382       |
| Fuente: Servel (enlace roto disponible en Internet Archive; véase el historial, la primera versión y la última). | |            |

## Resultados
| #                                  | Pacto o partido                            | Sigla                       | Candidatos                  | Votos?    | %?     | Electos | %?    |
| ---------------------------------- | ------------------------------------------ | --------------------------- | --------------------------- | --------- | ------ | ------- | ----- |
| A                                  | Todos a La Moneda                          |                             | 118                         | 262 721   | 4,50%  | 1       | 0,36% |
|                                    | Partido Humanista                          | PH                          | 34                          | 99 480    | 1,70%  | 0       | 0%    |
| Independientes Lista A             | ILA                                        | 84                          | 163 241                     | 2,80%     | 1      | 0,36%   |       |
| B                                  | Por el Desarrollo del Norte                |                             | 15                          | 23 056    | 0,40%  | 4       | 1,44% |
|                                    | Fuerza del Norte                           | FN                          | 3                           | 4217      | 0,07%  | 0       | 0%    |
| Independientes Lista B             | ILB                                        | 12                          | 18 839                      | 0,32%     | 4      | 1,44%   |       |
| D                                  | PRI Movimiento Regionalista                |                             | 207                         | 346 043   | 5,93%  | 8       | 2,89% |
|                                    | Partido Regionalista de los Independientes | PRI                         | 105                         | 178 995   | 3,07%  | 2       | 1,08% |
| Independientes Lista D             | ILD                                        | 102                         | 167 048                     | 2,86%     | 6      | 1,81%   |       |
| G                                  | Nueva Mayoría por Chile                    |                             | 263                         | 1 273 541 | 21,84% | 69      | 24,8% |
|                                    | Partido Comunista                          | PCCh                        | 58                          | 287 452   | 4,93%  | 12      | 4,31% |
| Movimiento Amplio Social           | MAS                                        | 3                           | 6629                        | 0,11%     | 0      | 0%      |       |
| Partido por la Democracia          | PPD                                        | 82                          | 570 917                     | 9,79%     | 32     | 11,5%   |       |
| Partido Radical Socialdemócrata    | PRSD                                       | 59                          | 173 419                     | 2,97%     | 12     | 4,31%   |       |
| Independientes Lista G             | ILG                                        | 61                          | 235 124                     | 4,03%     | 13     | 4,67%   |       |
| H                                  | Nueva Constitución para Chile              |                             | 77                          | 201 255   | 3,45%  | 1       | 0,36% |
|                                    | Partido Ecologista Verde                   | PEV                         | 10                          | 34 744    | 0,59%  | 1       | 0,36% |
| Partido Ecologista Verde del Norte | PEVN                                       | 5                           | 3926                        | 0,07%     | 0      | 0%      |       |
| Partido Igualdad                   | IGUAL                                      | 20                          | 39 319                      | 0,67%     | 0      | 0%      |       |
| Independientes Lista H             | ILH                                        | 42                          | 123 266                     | 2,11%     | 0      | 0%      |       |
| I                                  | Si tú quieres, Chile cambia                |                             | 142                         | 362 740   | 6,22%  | 3       | 1,08% |
|                                    | Partido Liberal                            | PL                          | 8                           | 1398      | 0,02%  | 0       | 0%    |
| Partido Progresista                | PRO                                        | 63                          | 227 659                     | 3,90%     | 2      | 0,72%   |       |
| Independientes Lista I             | ILI                                        | 71                          | 133 683                     | 2,29%     | 1      | 0,36%   |       |
| J                                  | Alianza                                    |                             | 276                         | 1 884 080 | 32,31% | 102     | 37,2% |
|                                    | Renovación Nacional                        | RN                          | 124                         | 811 392   | 13,91% | 41      | 14,8% |
| Unión Demócrata Independiente      | UDI                                        | 102                         | 825 040                     | 14,14%    | 46     | 17,0%   |       |
| Independientes Lista J             | ILJ                                        | 50                          | 247 108                     | 4,24%     | 15     | 5,39%   |       |
| K                                  | Nueva Mayoría para Chile                   |                             | 273                         | 1 454 005 | 24,93% | 89      | 32,0% |
|                                    | Partido Demócrata Cristiano                | PDC                         | 117                         | 718 749   | 12,32% | 45      | 16,1% |
| Partido Socialista                 | PS                                         | 126                         | 615 100                     | 10,54%    | 33     | 11,9%   |       |
| Independientes Lista K             | ILK                                        | 30                          | 120 156                     | 2,06%     | 11     | 3,96%   |       |
|                                    | Independientes fuera de pacto              | IND                         | 11                          | 24 646    | 0,42%  | 1       | 0,36% |
| Total de votos válidos             | Total de votos válidos                     | Total de votos válidos      | Total de votos válidos      | 5 832 087 | 87,24% |         |       |
| Votos nulos                        | Votos nulos                                | Votos nulos                 | Votos nulos                 | 322 508   | 4,82%  |         |       |
| Votos en blanco                    | Votos en blanco                            | Votos en blanco             | Votos en blanco             | 530 863   | 7,94%  |         |       |
| Total de sufragios emitidos        | Total de sufragios emitidos                | Total de sufragios emitidos | Total de sufragios emitidos | 6 685 458 | 100%   |         |       |

### Análisis
La Nueva Mayoría fue la triunfadora de la elección, imponiéndose con el 46% de los votos y superando ampliamente a la Alianza que logró el 32%. La coalición de centroizquierda obtuvo mayoría en todos los consejos regionales del país, con la excepción de la Araucanía que quedó en empate.
Entre las fuerzas políticas menores, la plataforma electoral de Marco Enríquez-Ominami, Si tú quieres, Chile cambia consiguió el 6,25% mientras que el PRI logró el 5,95%, avanzando ambas con respecto a las elecciones de concejales del año anterior.